# Wilhelm von Oswald (Unternehmer, 1859)
Karl Wilhelm von Oswald (* 18. Dezember 1859 in Strasburg, Westpreußen; † 22. März 1936 in Großburgwedel bei Hannover) war ein deutscher Industrieller.

## Leben und Tätigkeit
Oswald war der Sohn des Landgerichtspräsidenten Wilhelm Oswald (1826–1905) und seiner Ehefrau Klara Friederike Elisabeth Scholz (1831–1895).
Nach dem Schulbesuch in Arnsberg studierte er Montanwissenschaften an den Universitäten Bonn, Berlin und Leipzig. 1885 bestand er die Referendarprüfung in diesem Fach. 1891 folgte die Bergassessorprüfung.
Seit 1891 trat Oswald als Bergassessor in den Dienst des Oberbergamtes in Halle, bei dem er fortan als Hilfsarbeiter (damalige Bezeichnung für wissenschaftlich geschulte Spezialisten) tätig war.
1895 wurde Oswald persönlich haftender Teilhaber der Firma Carl Spaeter, einer Erz- und Stahlhandlung in Koblenz, die Friedrich Albert Carl Spaeter begründet hatte. Bei der Firma handelte es sich um ein führendes Erz- und Stahlhandelsunternehmen der damaligen Zeit.
1896 wurde Oswald Mitglied des Aufsichtsrats der Lothringer Rombacher Hüttenwerke AG, welche ebenfalls von Friedrich Spaeter gegründet worden war. Er gehörte dem Aufsichtsrat mehr als dreißig Jahre an, wobei er ihn von 1902 bis 1927 als Vorsitzender leitete. Unter Oswalds Leitung entwickelte sich das Unternehmen zu einem der größten Hüttenwerke im Deutschen Reich. Er vergrößerte das Unternehmen durch Ankauf der Moselhütte und Erwerb großer Grubenbezirke sowie durch den Bau einer Kokerei in Zeebrügge.
Seit 1914 gehörte Oswald zudem dem Aufsichtsrat der Concordia-Bergbau AG in Oberhausen an, mit der die Rombacher Hüttenwerke 1914 einen Interessengemeinschaftsvertrag abgeschlossen hatte, der auf eine langfristige Verschmelzung beider Unternehmen abzielte.
Des Weiteren war er Mitglied des Vorstands des Vereins Deutscher Eisenhüttenleute (1904–1936), des Ausschusses Deutsches Museum und des Verwaltungsrats der Gesellschaft zur Förderung des Instituts für Weltwirtschaft sowie Seeverkehr in Kiel. Er gehörte auch dem Verein Deutscher Ingenieure (VDI) und dem Mittelrheinischen Bezirksverein des VDI an.
1913 wurde Oswald in den erblichen preußischen Adelsstand erhoben.

## Familie
1889 heiratete Oswald Emmy Spaeter (1868–1945), eine Tochter des Kaufmanns Carl Spaeter (1835–1909) und der Meta Ludewig. Er hatte zwei Söhne Wilhelm von Oswald (Unternehmer, 1890) (1890–1975), er war einige Jahre um 1938 SS-Führer am SS-Hauptamt, und Kurt von Oswald (1892–1971) sowie eine Tochter Eleanor (1896–1984). Die letztere heiratete den Juristen und Diplomaten Hans Riedesel Freiherr zu Eisenach.
Zu Oswald Enkeln gehörten die Industriellen Michael Wilhelm von Oswald (* 1923) und Johann-Christoph von Oswald (1925–1982). Zu seinen Urenkeln gehören die Musiker und Produzenten Alexander von Oswald (* 1954) und Moritz von Oswald (* 1962).